# Хвоя, Никита Фёдорович
Ники́та Фёдорович Хво́я (9 сентября 1911 года — 27 октября 1988 года) — советский военный лётчик, полковник ВВС СССР, участник Великой Отечественной войны, Герой Советского Союза.

## Биография
Родился 9 сентября 1911 года в селе Глеваха (сейчас Васильковский район, Киевская область).
Учился в железнодорожном училище, затем работал в паровозном депо. От ВЛКСМ был направлен в авиационно-техническую школу, окончил её в 1932 году. После окончания учёбы работал авиатехником, затем лётчиком-штурмовиком в Забайкалье.
Член ВКП(б) с 1937 года.
В 1939 году стал командиром звена, боевое крещение принял в боях на Халхин-Голе, совершил 17 боевых вылетов.
Участник Великой Отечественной войны, воевал на Сталинградском, на 1-м Украинском фронте, после на 2-м Украинском фронте. Летал на боевых машинах Пе-2, Ил-2.
Хвоя стал командиром (94-го гвардейского штурмового авиаполка 5-й гвардейской штурмовой авиационной дивизии 2-го гвардейского штурмового авиационного корпуса 2-я воздушная армия, 1-й Украинский фронт).
В 1944 году полк подполковника Хвои участвовал в Львовско-Сандомирской и Висло-Одерской операциях.
В Берлинской операции полк совершил 888 боевых вылетов, сам Хвоя совершал по несколько вылетов в день.
Указом Президиума Верховного Совета СССР от 27 июня 1945 года за решительные действия в бою и умелое руководство 94-м гвардейским штурмовым авиационным полком Хвое было присвоено звание Героя Советского Союза.
После войны служил в ВВС СССР, службу окончил в 1954 году в звании полковника. Был инспектором по кадрам в ДОСААФ.
Жил в городе Волчанск (Харьковская область). Принимал активное участие в общественной жизни города, некоторое время был народным заседателем в городском суде.
Умер 27 октября 1988 года. Похоронен в Волчанске на кладбище № 1.

## Награды
- Медаль «Золотая Звезда» № 6553;
- орден Ленина;
- четыре ордена Красного Знамени;
- орден Отечественной войны I степени;
- орден Красной Звезды;
- медали.

## Память
- Имя героя увековечено на памятнике в городе Вольске Саратовской области.